# أحمد ربيع الشيخ
أحمد ربيع الشيخ لاعب كرة قدم مصري في مركز حراسة المرمى ، من ناشئي الأهلي.

وقد انتقل إلى نادي طنطا في صفقة انتقال حر، وقد كان النادي الأهلي منحه حرية الرحيل المجاني لأي فريق آخر في فترة الانتقالات الصيفية 2016 بعد قرار الهولندي مارتن يول المدير الفني وقتها بالاستغناء عن خدماته.

## إحصائيات مشاركاته
آخر تحديث في 20 فبراير 2019

### مع الأندية
| الفريق | الموسم    | الدوري  | الدوري | الكأس   | الكأس | البطولات القارية | البطولات القارية | الإجمالي | الإجمالي |
| الفريق | الموسم    | مشاركات | أهداف  | مشاركات | أهداف | مشاركات          | أهداف            | مشاركات  | أهداف    |
| ------ | --------- | ------- | ------ | ------- | ----- | ---------------- | ---------------- | -------- | -------- |
| طنطا   | 2016–2017 | 3       | 0      | 1       | 0     | —                | —                | 4        | 0        |
| طنطا   | 2017–2018 | 6       | 0      | 1       | 0     | —                | —                | 7        | 0        |
| طنطا   | 2018–2019 |         |        |         |       | —                | —                |          |          |
| طنطا   | الإجمالي  | 9       | 0      | 2       | 0     | —                | —                | 11       | 0        |
| سموحة  | 2018–2019 | 0       | 0      | 0       | 0     | —                | —                | 0        | 0        |
| سموحة  | الإجمالي  | 0       | 0      | 0       | 0     | —                | —                | 0        | 0        |

## وصلات خارجية
- أحمد ربيع الشيخ على موقع قاعدة بيانات كرة القدم.إي يو (الإنجليزية)
- أحمد ربيع الشيخ على موقع Soccerway.com (الإنجليزية)